# كاتدرائية بريمن

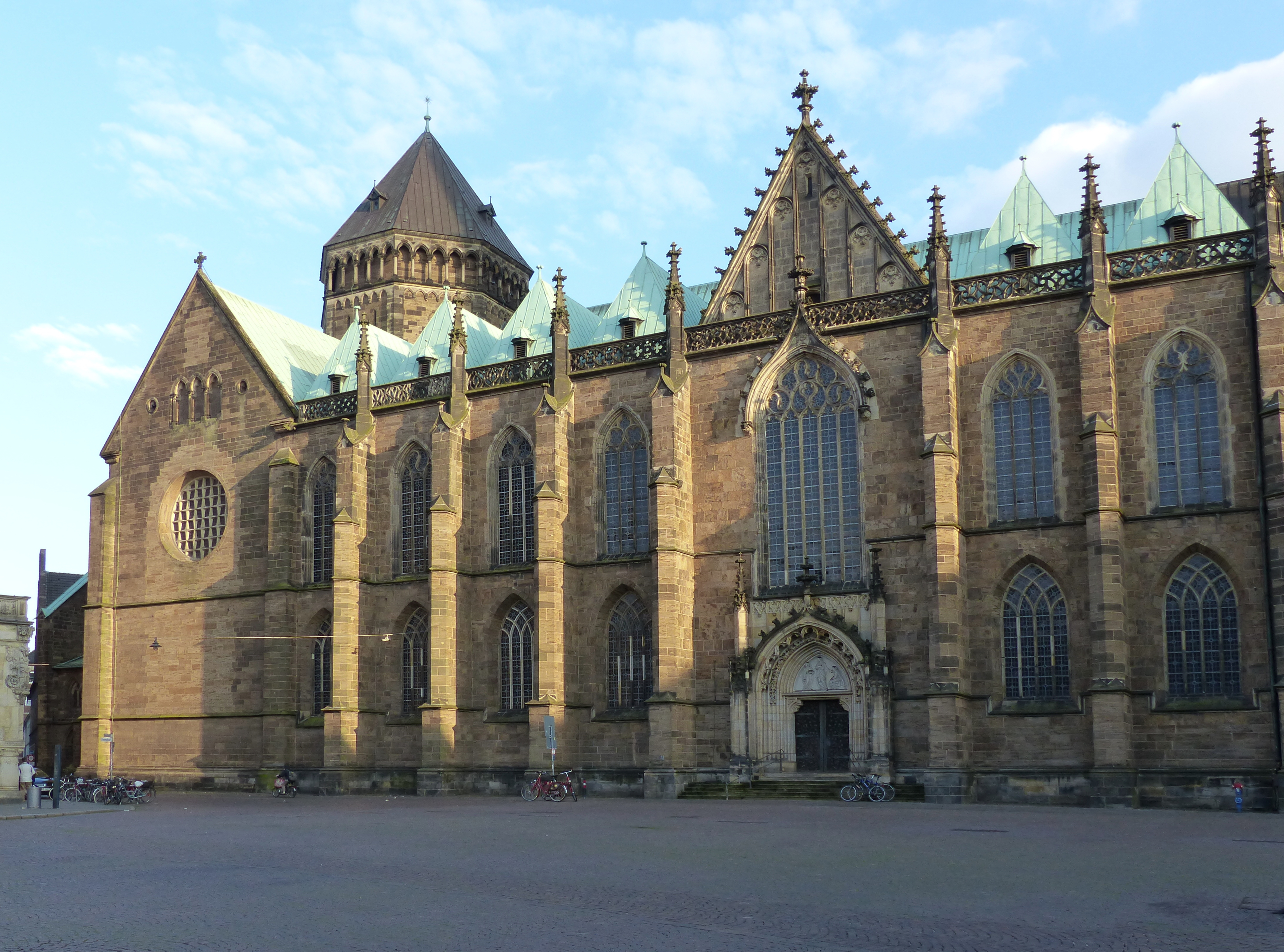
الواجهة الشمالية من الكاتدرائية

كاتدرائية بريمن أو كاتدرائية القديس بيتر (بالألمانية: Der St.-Petri-Dom/ Bremer Dom)‏ هي مبنى كَنَسي رومانسكي يقع في ولاية بريمن الألمانية. بُنيت الكاتدرائية من الطوب والأحجار الرملية بالقرن الحادي عشر فوق أساسات مبانٍ قديمة، وأُعيد بناؤها على الطراز القوطي بالقرن الثالث عشر. تقع الكاتدرائية في ساندستراب، وسط ساحة سوق مدينة بريمن في ألمانيا. وُسِعت المصليات الجانبية في القرن الرابع عشر، وفي عام 1502 بدأت عملية إعادة تصميم الكنيسة إلى كنيسة قاعة على النمط القوطي، إلا أنها توقفت بعد بناء الصحن الشمالي. في أواخر القرن التاسع عشر جُدد المبنى على نطاق واسع؛ فعلى الرغم من أن الجزء الداخلي تم الحفاظ عليه، إلا أن الجزء الخارجي كان متهالك بشدة، كما انهار أحد البرجين. ادرج المبنى منذ عام 1973 في القائمة حماية المعالم الأثرية.

## التاريخ

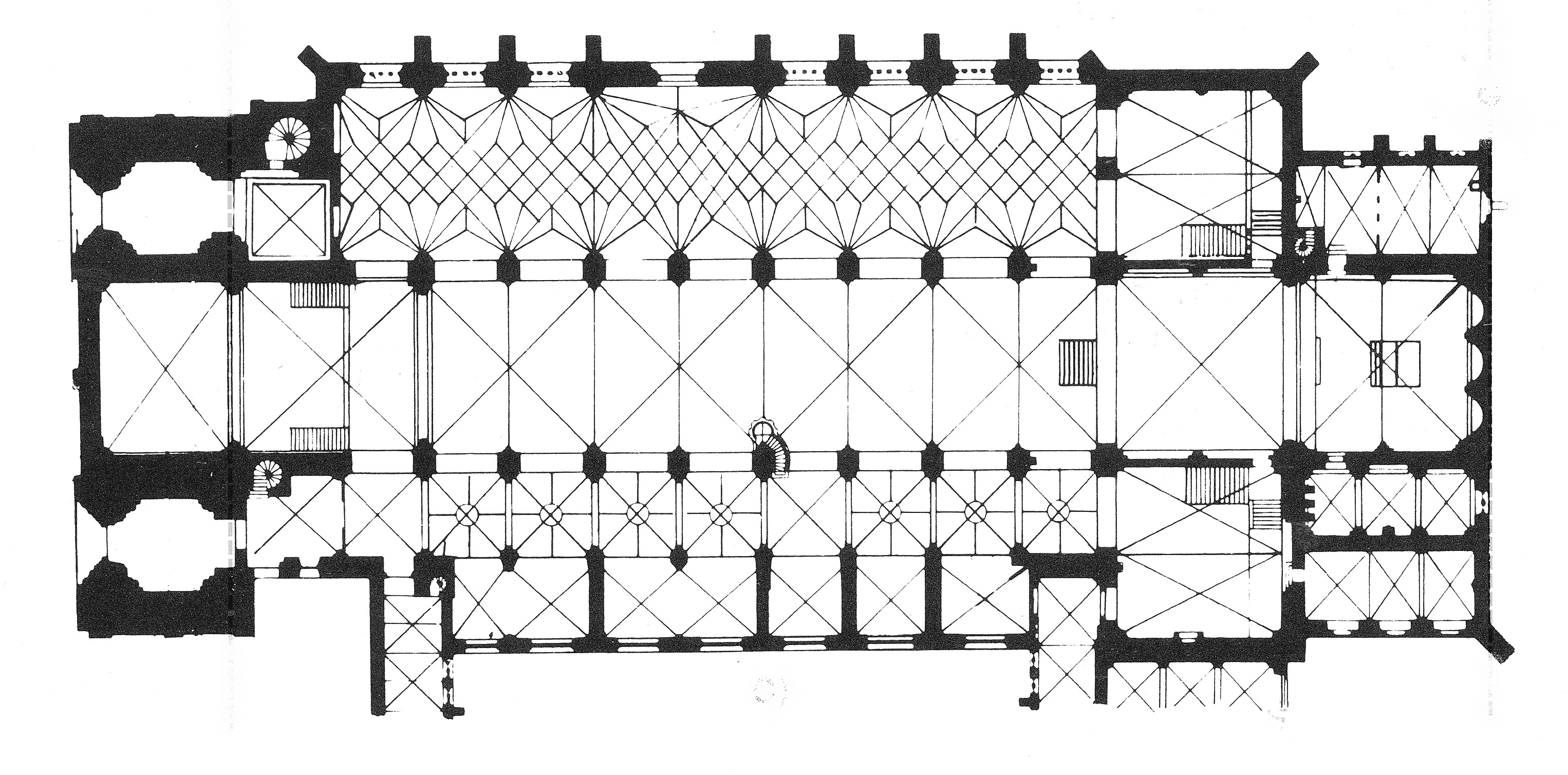
مخط الكاتدرائية من العام 1888

شكّل المكان الذي تقع فيه الكاتدرائية اليوم، والذي هو أعلى نقطة في منطقة كثبان فيدير، نواة الأبرشية النامية؛ حيث اشرف المبشر الأنجلوساكسوني فيليهاد عام 789 على بناء كنيسة بجوار إحدى المستوطنات السكنية الواقعة هناك آن ذاك. احترق المبنى الخشبي وتدمر بالكامل في خلال الحرب الساكسونية عام 792، بعد ثلاث سنوات فقط من اكتمال بناءه. بعد وفاة فيليهاد عام 789، لم يكن هناك أسقف ولا كاتدرائية في بريمن لفترة استمرت 13 عامًا. كشفت الحفريات في الصحن المركزي للكاتدرائية الحالية  عن عدة مراحل بناء لكنيسة حجرية تعود لعهد الأسقف ويليريش (805-835) وخلفائه، كان أكبرها وأحدثها عبارة عن مبنى حجري مكون من ثلاثة ممرات.
شمال غرب الجدار الشمالي للكنيسة الحجرية، كشفت الحفريات عن أساس شمالي- جنوبي يعود للقرن التاسع. عام 2010 تأكد علماء الآثار من أنه تصالب كالذي بُني في كل من فولدا وبادربورن وكاتدرائية هيلديبولد في كولونيا في نفس الحقبة. لم يتم العثور على أي دليل أثري لبقية شكل الكنيسة الكارولنجية الغربية؛ لأنه لم يتم إجراء أي حفريات هناك.

في 11 سبتمبر 104، تدمرت الكنيسة الكارولنجية إثر حريق وقع في بريمن، كما تدمرت معظم المباني الأخرى في المدينة، حيث احترقت مقتنيات مكتبة الكاتدرائية بشكل كامل.

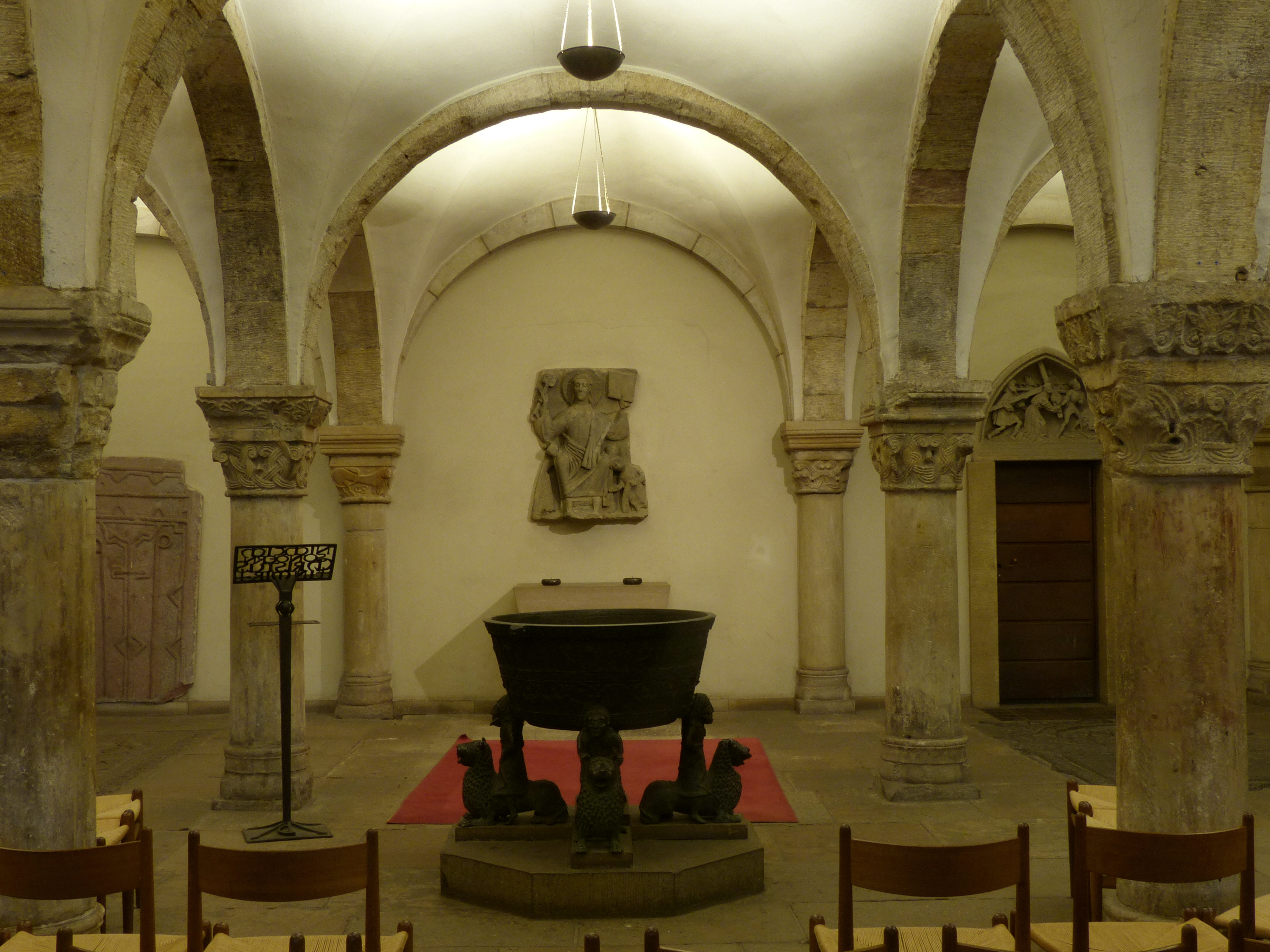
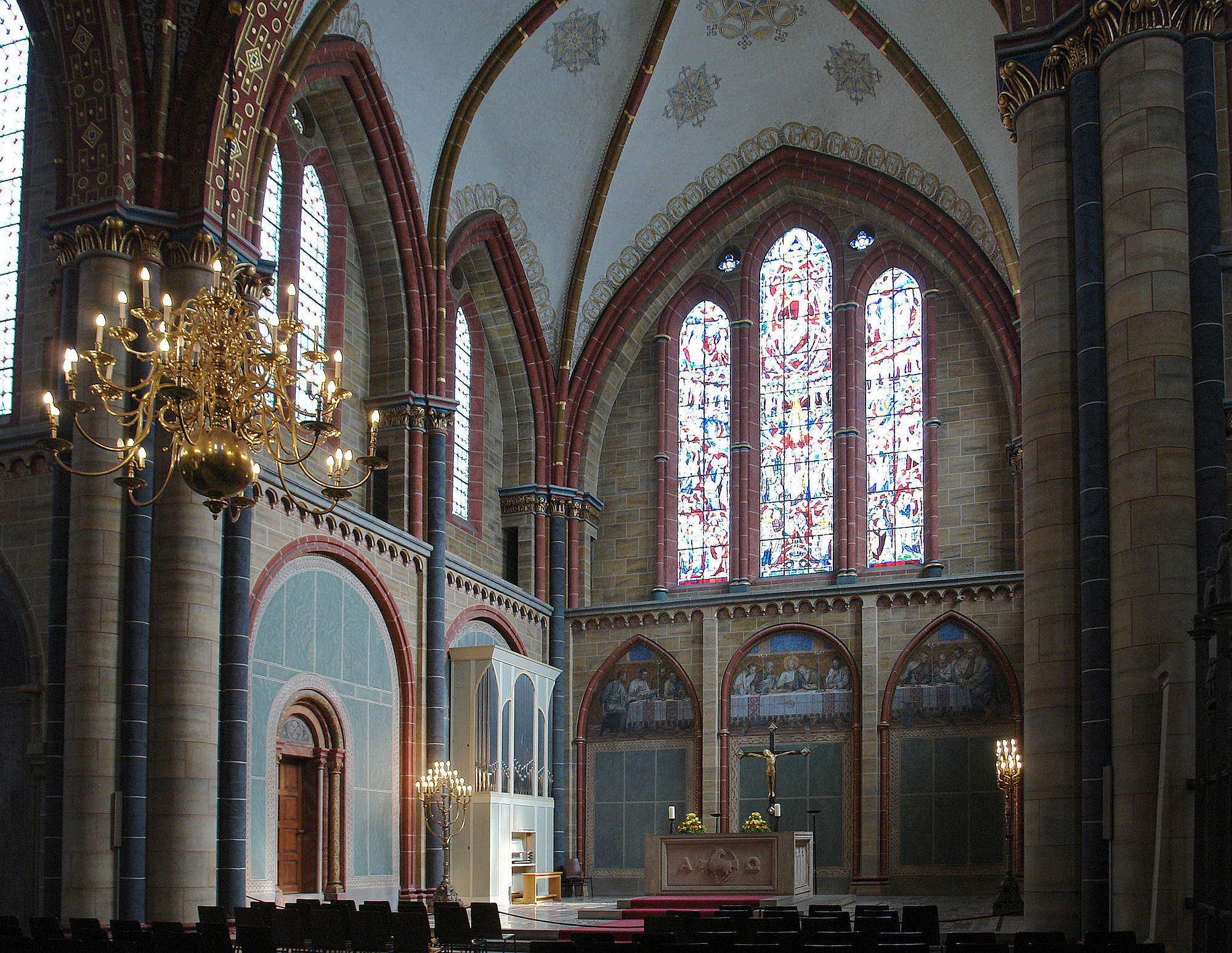
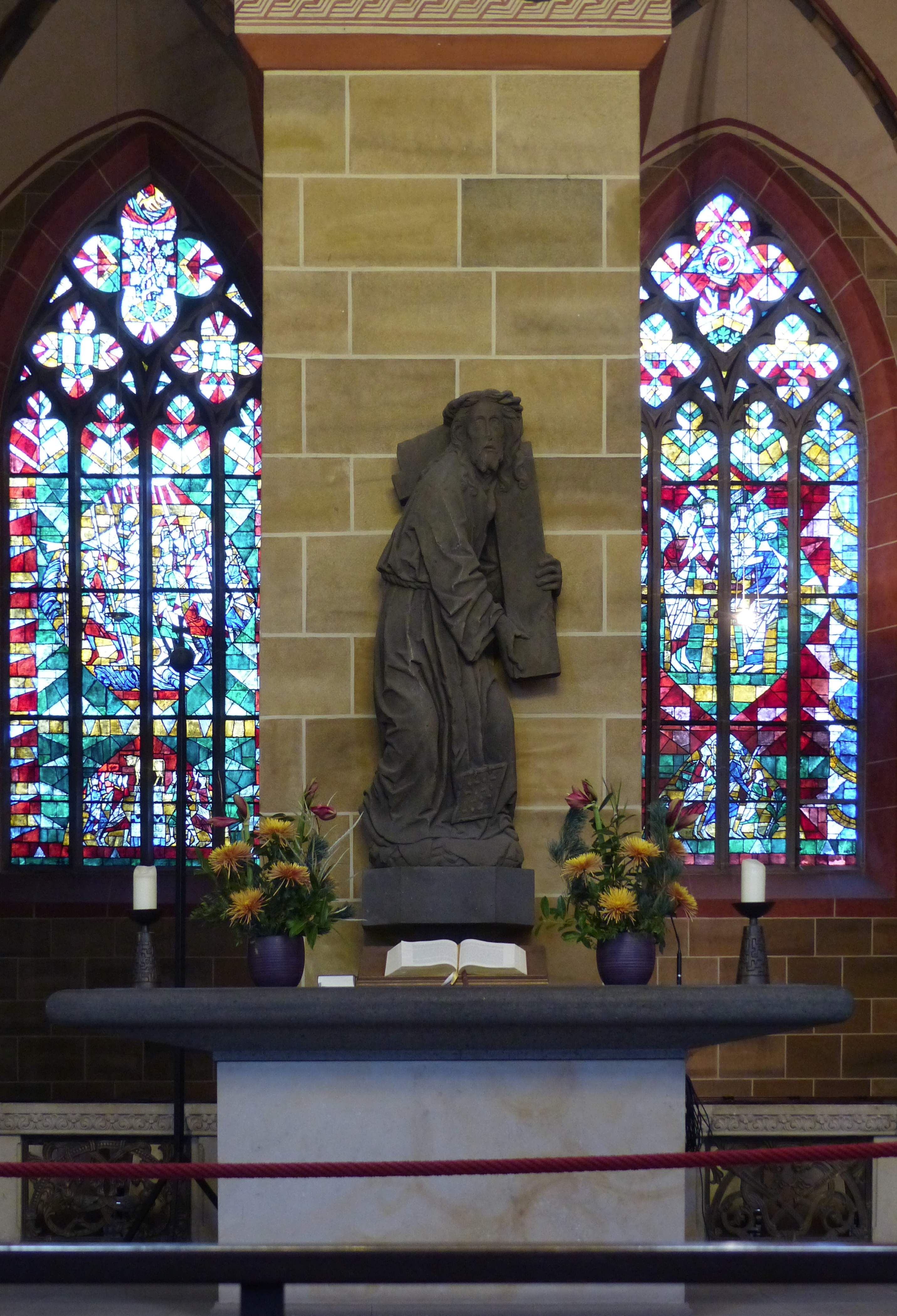
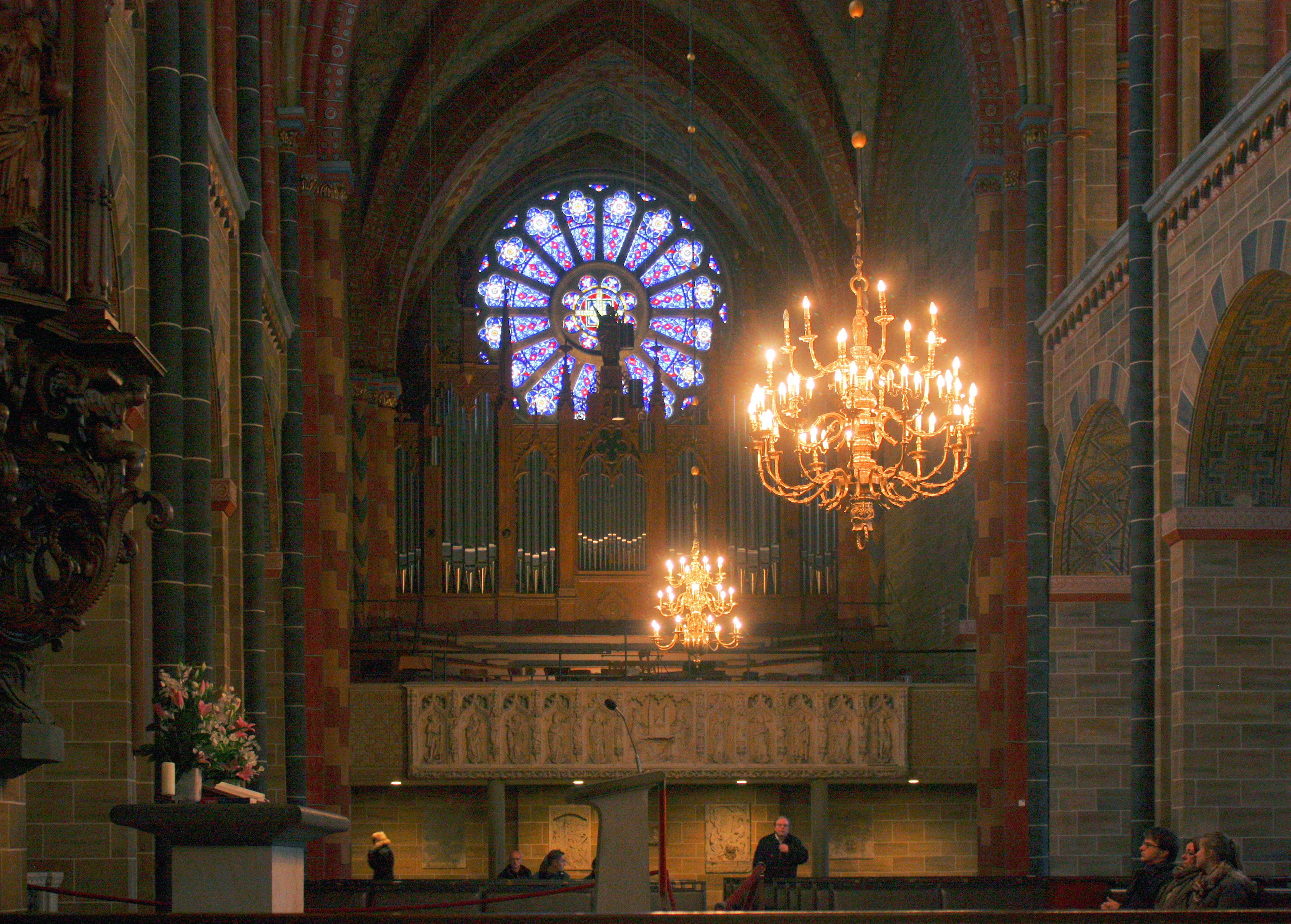